# Mosè salvato dalle acque (Felice Brusasorzi)
Mosè salvato dalle acque è un dipinto del pittore veronese Felice Brusasorzi, realizzato con la tecnica della pittura a olio su tela, conservato nel Museo di Castelvecchio a Verona.
Secondo quanto si apprende dal Giornale di Paolo Farinati, l’opera faceva originariamente parte di un unico ciclo pittorico insieme a una tela di Anselmo Canera e a un'altra dello stesso Farinati. L’intero ciclo, intitolato Storie di Mosè, fu commissionato ai tre pittori nel marzo 1583 da Pellegrino Ridolfi per il proprio palazzo a Verona. Nel 1920 le opere furono acquisite dal Ministero per le Gallerie dell'Accademia di Venezia e successivamente concesse ai Musei Civici di Verona, entrando così a far parte definitiva delle loro collezioni. Dal 2015 sono esposte presso il Museo degli affreschi Giovanni Battista Cavalcaselle.